# ノンモ

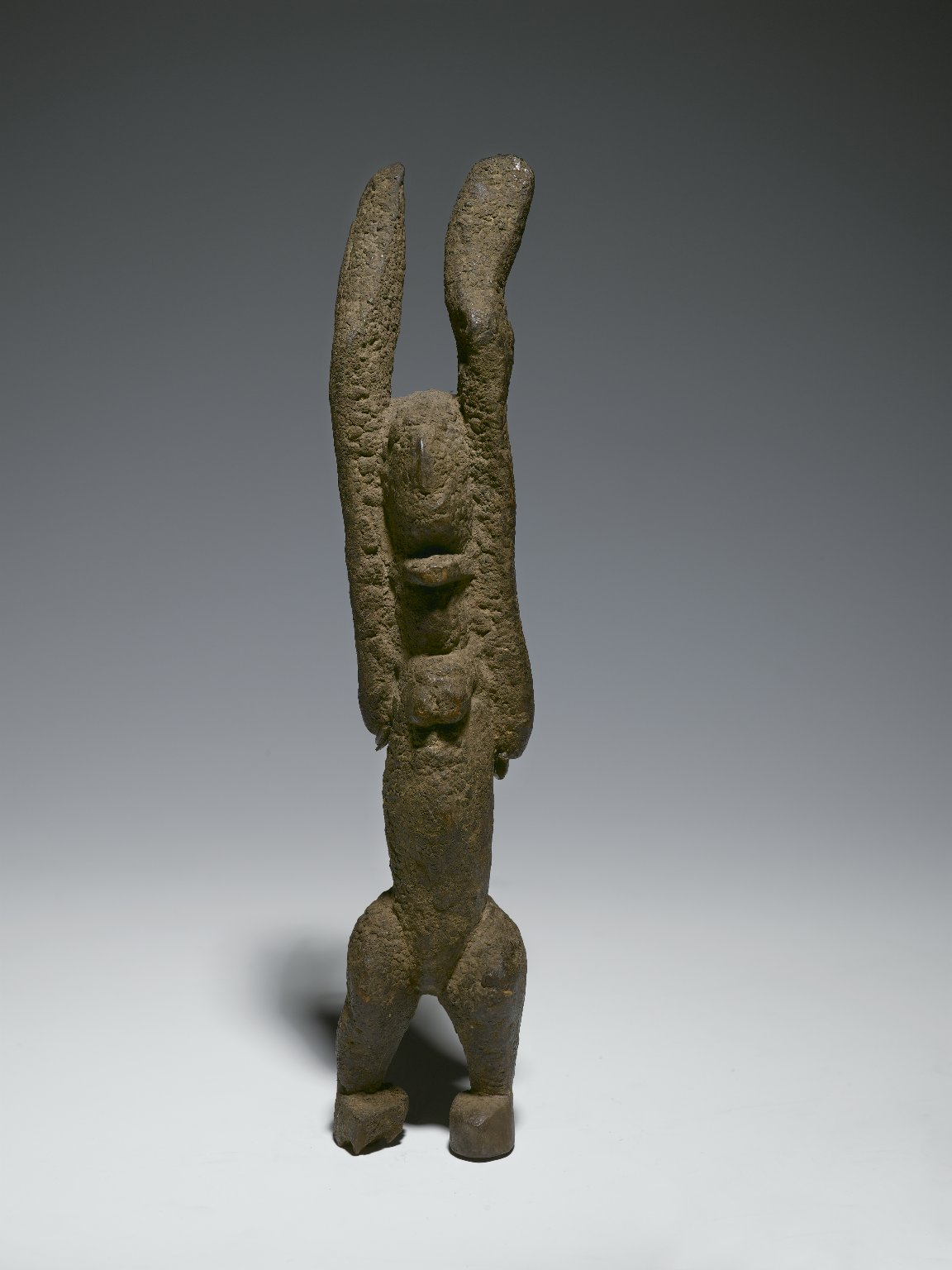

ノンモ（Nonmo）は、ドゴン族に伝わる神（精霊）。
アンマに創造された原初の双子の精霊ともされる。
ノンモは上半身は人で、下半身は蛇、手に関節が無く、舌は二股に分かれている姿をしているという。
アンマはノンモを生み出した後、ユルグを生み出してしまったために不浄になった大地から離れるために、残りの創造をノンモに託した。ノンモは大地に降り立った後、自分達が誕生した蟻塚の中に宿り、原初の人間に男女対になる魂を与え、また母なる大地を浄化し、世界に秩序をもたらしたという。